# Twierdzenie Morery
Twierdzenie Morery – twierdzenie analizy zespolonej mówiące, że jeśli funkcja {\displaystyle f,} określona na pewnym obszarze {\displaystyle D} płaszczyzny zespolonej o wartościach zespolonych jest ciągła oraz jeżeli dla dowolnego trójkąta {\displaystyle \Delta \subseteq D} całka krzywoliniowa po {\displaystyle \Delta } z tej funkcji jest równa zeru, tj.
{\displaystyle \oint \limits _{\Delta }f(z)\ \mathrm {d} z=0,}
to funkcja ta jest holomorficzna w {\displaystyle D}.
Twierdzenie Morery jest w pewnym sensie odwróceniem lematu Goursata (twierdzenia całkowego Cauchy’ego).

## Przykłady zastosowań
Granica jednostajnie zbieżnego ciągu funkcji holomorficznych {\displaystyle (f_{n})} określonych na pewnym obszarze {\displaystyle D} płaszczyzny zespolonej jest holomorficzna.
Dowód. Niech {\displaystyle f} będzie granicą jednostajnie zbieżnego ciągu {\displaystyle (f_{n}).} Wówczas z twierdzenia Weierstrassa, {\displaystyle f} jest funkcją ciągłą. Niech {\displaystyle \Delta \subseteq D} będzie trójkątem oraz niech {\displaystyle o(\Delta )} oznacza obwód {\displaystyle \Delta .} Z twierdzenia całkowego Cauchy’ego wynika, że
{\displaystyle \oint \limits _{\Delta }f_{n}(z)\ \mathrm {d} z=0}
dla każdego {\displaystyle n.} Wówczas
{\displaystyle \left|\oint \limits _{\Delta }f(z)\ \mathrm {d} z\right|=\left|\oint \limits _{\Delta }(f(z)-f_{n}(z))\ \mathrm {d} z\right|\leqslant o(\Delta )\cdot \sup _{z\in \Delta }|f(z)-f_{n}(z)|\;{\stackrel {n\to \infty }{\longrightarrow }}\;0,}
a więc
{\displaystyle \oint \limits _{\Delta }f(z)\ \mathrm {d} z=0}.